# Lê Thị Trang
Lê Thị Trang – wietnamska zapaśniczka w stylu wolnym. Srebrny medal w mistrzostwach Azji w 2004, brązowy w 2006. Ósma na igrzyskach azjatyckich w 2006. Dwukrotna uczestniczka mistrzostw świata, szesnasta w 2007. Złota medalistka igrzysk Azji Południowo-Wschodniej w 2003. Mistrzyni Azji juniorów w 2007, druga w 2004 roku.